# جيمي كيسلر
جيمي كيسلر (بالإنجليزية: Jimmy Kessler)‏ هو حاخام أمريكي، ولد في 10 ديسمبر 1945 في هيوستن في الولايات المتحدة.